# Autoroute A19 (Belgique)
Pour les articles homonymes, voir A19.
L'autoroute belge A19 est une autoroute reliant Courtrai à Ypres dans le sud de la province de Flandre occidentale. Le projet visait initialement à réaliser une liaison jusqu'à Furnes et la côte belge mais toutefois à la suite d'un changement dans la politique autoroutière, le projet ne dépassa pas Ypres. Au-delà, pour rejoindre la côte, il est nécessaire de continuer sur la N38 et la N8 en direction de Furnes.

## Description du tracé
|    | Dénomination                | Destinations                                             | BK   |
| -- | --------------------------- | -------------------------------------------------------- | ---- |
|    | Échangeur de Courtrai-Ouest | Ring de Courtrai                                         | 0,0  |
| 1  | Gullegem/Moorsele N343      | Wevelgem (Moorsele, Gullegem)                            | 1,2  |
|    | Échangeur de Moorsele       | Autoroute Tournai – Bruges                               | 1,9  |
| 2  | Menen                       | Menin, Roncq (France), Ledegem, Roulers                  | 6,5  |
| 2a | Wervik                      | Wervicq, Comines-Warneton, Armentières (France)          | 8,6  |
| 3  | Zonnebeke-Beselare N303     | Zonnebeke (Beselare, Geluveld), Wervicq                  | 15,0 |
| 4  | Ieper-Centrum               | Ypres, Heuvelland, Zonnebeke                             | 20,1 |
| 5  | Ieper-Noord                 | Ypres, Poperinge, Furnes (via N8), Langemark-Poelkapelle | 23,1 |

## Galerie d'images

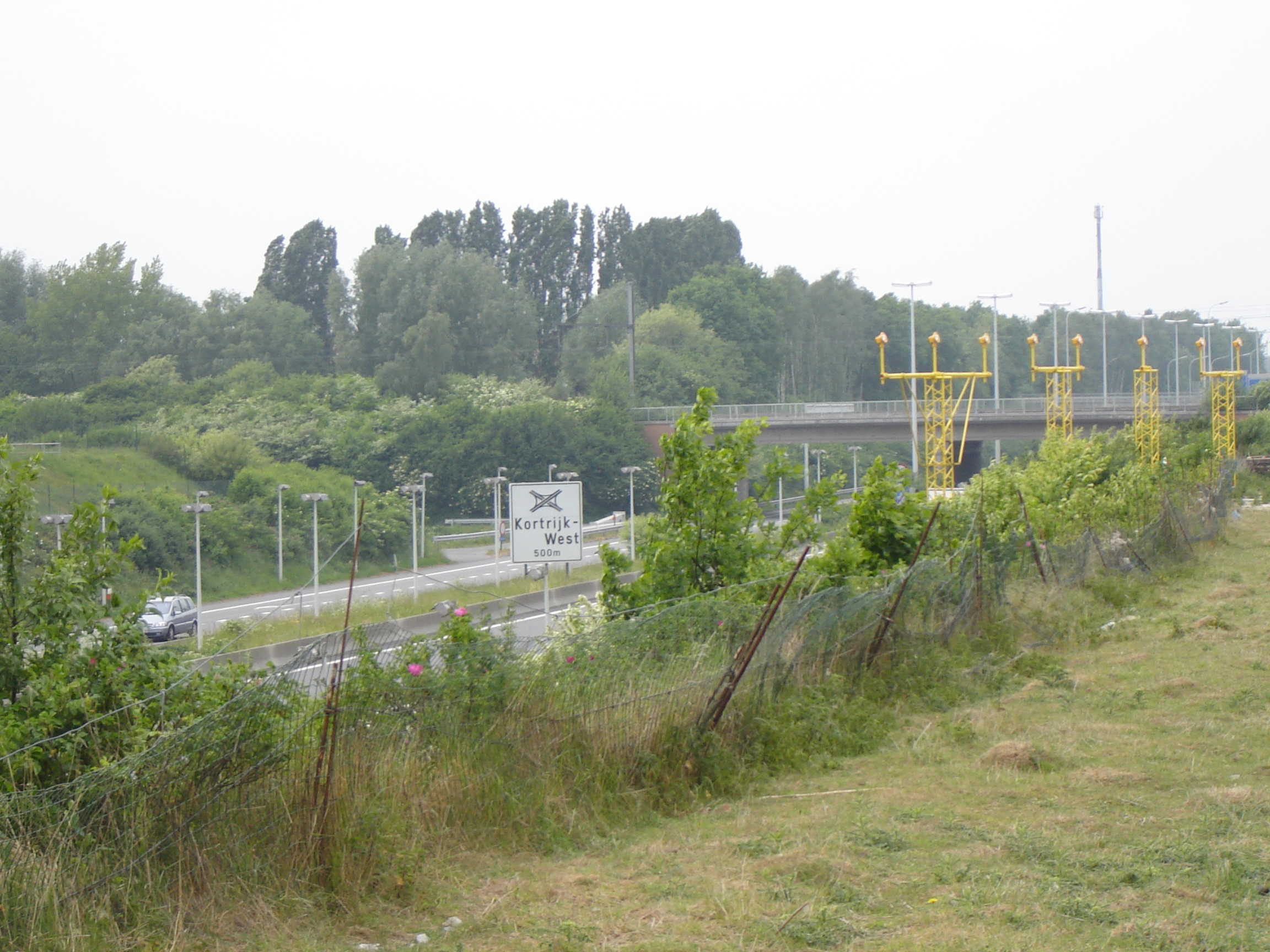
Début de l'autoroute au niveau de l'échangeur de Courtrai-Ouest.
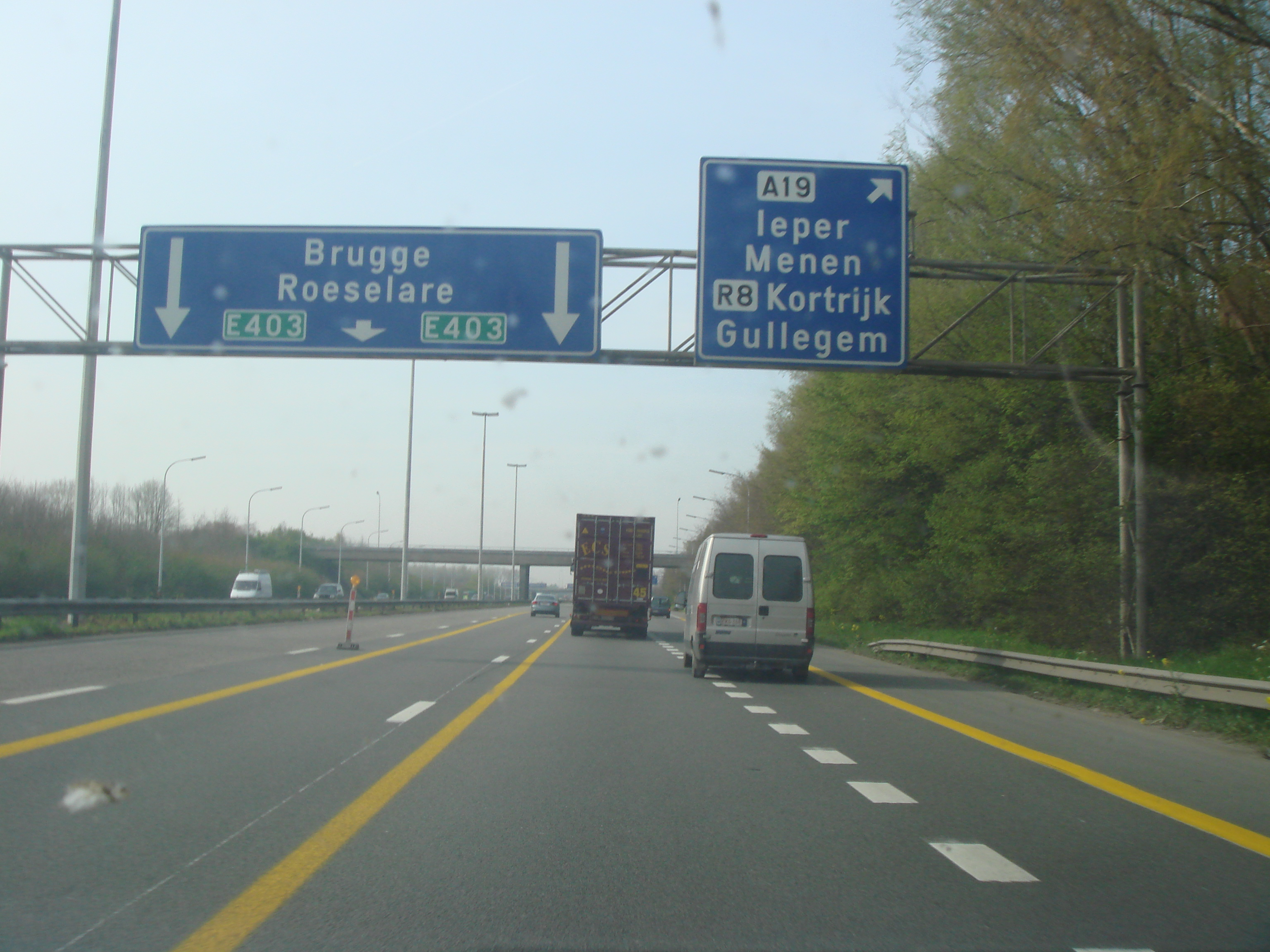
L'échangeur de Moorsele, croisement entre l'A19 et l'A17.